# Ogarka
Ogarka – wieś w Polsce położona w województwie świętokrzyskim, w powiecie włoszczowskim, w gminie Włoszczowa.
| SIMC    | Nazwa        | Rodzaj    |
| ------- | ------------ | --------- |
| 0278540 | Ku Koniecznu | część wsi |
| 0278557 | Parasol      | część wsi |
| 0278563 | Pozastodole  | część wsi |

W latach 1975–1998 miejscowość administracyjnie należała do województwa kieleckiego.